# 李根模
李 根模（リ・グンモ、1926年4月5日）は、朝鮮民主主義人民共和国（北朝鮮）の政治家。第5代政務院総理（首相）などの要職を歴任した。

## 経歴
金日成総合大学に学び、レニングラード（現在のサンクトペテルブルク）の機械技術研究所に留学して機械工学の学位を修得する。帰国後、朝鮮労働党中央委員会の職員として勤務する。
1967年より最高人民会議代議員となり、同年11月、党中央委員会文化宣伝部長に就任。1968年7月、第二機械工業相（大臣）に就任。1970年11月、党中央委員に選出され、翌年には党中央委員会機械工業部長に就任。1971年5月24日、第二機械工業相を解任。翌1972年、平安南道党委員会責任書記に転出。1973年9月20日、政務院副総理（副首相）に就任する。1977年12月15日、政務院副総理を退任。1980年10月の第6回党大会で政治局員候補となる。1981年3月、政務院副総理に再び任命されるが、同年9月には南浦市党委責任書記に転出。
1986年2月、党書記局書記に任命される。12月29日、政務院総理に就任。総理就任にともない、党政治局員に補選される一方、書記を退任している（12月27日の第6期党中央委員会第12回総会で決定）。約2年間総理の職を務めたが、1988年11月末に「健康上の理由」により職務遂行が困難となる。同年12月11日、急遽第6期党中央委員会第15回総会が開催され、総理辞任問題が審議されるとともに、党政治局員を罷免。翌12月12日、最高人民会議第8期第4回会議が招集され、政務院総理を辞任した。
総理辞職後は、1993年1月7日に咸鏡北道人民委員会委員長への就任が判明。同年4月9日、最高人民会議第9期第5回会議で中央人民委員会委員に選出された。後に咸鏡北道党委責任書記を務める。